# Winogrady (rejon postawski)
Winogrady – dawna wieś. Tereny na których leżała znajdują się obecnie na Białorusi, w obwodzie witebskim, w rejonie dokszyckim, w sielsowiecie Krupole.
Dawniej stosowana nazwa Antonowo-Winogrady.

## Historia
W czasach zaborów w powiecie dzisieńskim, w guberni wileńskiej Imperium Rosyjskiego.
W dwudziestoleciu międzywojennym wieś leżała w Polsce, w województwie wileńskim, w powiecie duniłowickim, od 1926 w powiecie dziśnieńskim, w gminie Postawy, a następnie w gminie Woropajewo.
Według Powszechnego Spisu Ludności z 1921 roku zamieszkiwało tu 126 osób, 14 było wyznania rzymskokatolickiego, 63 prawosławnego a 49 staroobrzędowego. Jednocześnie 10 mieszkańców zadeklarowało polską przynależność narodową, 67 białoruską a 49 rosyjską. Było tu 26 budynków mieszkalnych. W 1931 w 27 domach zamieszkiwało 140 osób.
Wierni należeli do parafii rzymskokatolickiej w Drozdowszczyźnie i prawosławnej w Andronach. Miejscowość podlegała pod Sąd Grodzki w Postawach i Okręgowy w Wilnie; właściwy urząd pocztowy mieścił się w m. Połowo.